# Half Moon Bay
Half Moon Bay es una ciudad costera en el condado de San Mateo, California, en los Estados Unidos Su población era 11.842 en la fecha del censo 2000. Inmediatamente en el norte de Half Moon Bay está el puerto de Pillar Point y la comunidad desincorporada de Princeton-by-the-Sea.

## Geografía
Half Moon Bay está situada en 37°27 el ″ N, 122°26 ″ W (37.458840, -122.436848) del ′ 32 del ′ 13 GR1, aproximadamente 25 millas al sur de la ciudad de San Francisco, 10 millas al oeste de la ciudad de San Mateo, California, y 45 millas al norte de la ciudad de Santa Cruz, California. Las ciudades vecinas incluyen Montara, Moss Beach, y El Granada al norte y el Purissima, San Gregorio, y Pescadero al sur. El acceso primario es la carretera 1 (la carretera de California de Cabrillo) desde norte y sur y la carretera 92 de California desde el este. Según la oficina de censo de Estados Unidos, la ciudad tiene un área total de 16.8 kilómetros de ² (² de 6.5 millas). 16.8 kilómetros de ² (² de 6.5 millas) de él son tierra y 0.1 kilómetros de ² (² de 0.04 millas) de él (0.31%) son agua.

## Clima
Half Moon Bay tiene generalmente tiempo suave a través del año. El tiempo caliente es raro; los días anuales medios con colmos de 90 °F o más arriba son solamente 0.2 días. El tiempo frío es también raro con un promedio anual de 2.5 días con puntos bajos de 32° o más bajo. Típico de California central, la mayor parte de la precipitación baja a partir de noviembre a abril. La precipitación anual normal es 27.96 pulgadas. Las nevadas a lo largo de la costa en Half Moon Bay nunca han sido mensurables; sin embargo, las ráfagas de la nieve fueron observadas el 12 de diciembre de 1972 y el 5 de febrero de 1976. Hay a menudo niebla y revestimiento durante las horas de la noche y de la mañana, despejando generalmente a costa afuera durante la tarde. Las brisas persistentes del mar ayudan a moderar el clima a lo largo de la costa; más lejos del océano, en lugares tales como barranca de Pilarcitos, los días son a menudo templados y frescos en las noches que en la costa.

## Demografía
A la fecha el censoGR2 del 2000, había 11.842 personas, 4.004 casas, y 2.774 familias que residían en la ciudad. La densidad demográfica era ² de los 706.7/km (² 1,829.8/mi). Había 4.114 unidades de cubierta en una densidad media del ² de los 245.5/km (² 635.7/mi). La división racial de la ciudad era 74.27% blancos, 4.21% afroamericanos, 1.24% americanos nativos, 5.39% asiáticos, 1.02% isleños pacíficos, 12.04% de otras razas, y 5.83% a partir de dos o más razas. Hispanos o Latinos de cualquier raza era 26.63% de la población.

## Historia
Half Moon Bay comenzó como área rural de la agricultura, usada sobre todo para pastar de ganados, de caballos, y de bueyes usados por la Mission San Francisco de Asis (establecido en junio de 1776). En el siglo XIX la tierra temprana de las concesiones fueron dadas a los colonos españoles, que establecieron granjas y ranchos.

## Atracción Local

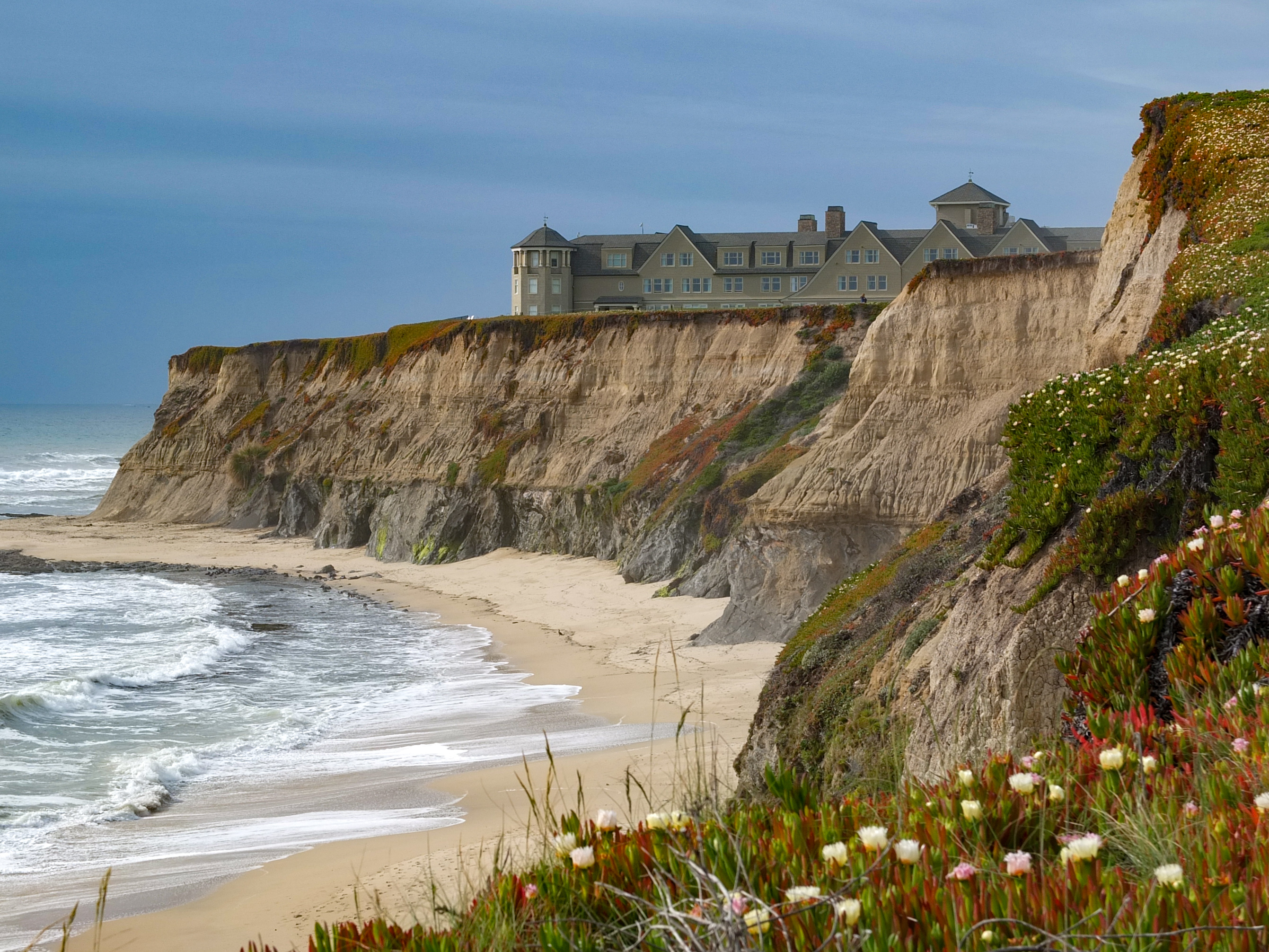
Ritz-Carlton.

Half Moon Bay recibe un “festival anual del arte y de la calabaza” en centro de la ciudad principal de la calle. 250.000 personas visitan cada octubre para el festival, muchos de quién son turistas japoneses.
Cameron's Pub restaurant, situado en Half Moon Bay, posee el único "World's Only Double Decker Video Game Bus", es decir, el único autobús de doble planta de videojuegos en el mundo. La compañía de elaboración de la cerveza de Half Moon Bay, situada en el puerto de Pillar Point, es el único en la costa del condado de San Mateo. Los remanente de la aldea de Purissima, California, quizás el único pueblo fantasma en condado del San Mateo, está a cuatro millas del sur de la ciudad, cerca de la ensambladura de la carretera 1 de California y del camino de Verde. Hay el área famosa de la resaca conocida como rebeldes del PilLar Point donde las ondas del desafío de las favorable-personas que practican surf sobre 50 pies y personas que practicaron surf de la clase-mundial han muerto. Al ir de excursión maravilla las vistas espectaculares de la media luna hermosa formada que ladran en la montaña de Montara y un lugar agradable para sentarse y para comer una vez que consigas a la tapa. Playas hermosas incluyendo Montara y la playa para las personas que practican surf.

## Educación
La Biblioteca del Condado de San Mateo tiene la Biblioteca de Half Moon Bay.